# David Jolly
David Wilson Jolly, né le 31 octobre 1972 à Dunedin (Floride), est un homme politique américain, membre républicain pour la Floride de la Chambre des représentants des États-Unis, de 2014 à 2017.

## Biographie
Né à Dunedin dans le comté de Pinellas, David Jolly obtient son bachelor of arts de l'université Emory en 1994 et son juris doctor de Université George-Mason en 2001.
Entre 1994 et 2006, il fait partie de l'équipe du représentant républicain Bill Young. Lorsque celui-ci décède en 2013, Jolly est candidat à sa succession dans le 13e district de Floride. Puisqu'il s'agit d'un swing district, « balançant » entre démocrates et républicains (bien que détenu par Young depuis de longues années), et parce qu'elle se tient en mars 2014, quelques mois avant les élections de mi-mandat, l'élection partielle est particulièrement observée. Plusieurs millions de dollars sont dépensés dans cette course qui l'oppose à Alex Sink. Malgré une campagne jugée « chaotique » par certains républicains, Jolly est élu de justesse à la Chambre des représentants des États-Unis avec 48,5 % des voix contre 46,6 % pour Sink et 4,9 % pour le libertarien Lucas Overby.
Il est réélu pour un mandat complet en novembre 2014, réunissant 75,2 % des suffrages face à Lucas Overby. Aucun candidat démocrate n'est présent face à lui, l'ancien colonel Ed Jany ayant mis fin à sa campagne au mois de juillet.
Il est candidat à l'élection sénatoriale de 2016 pour prendre le siège laissé par Marco Rubio, candidat à l'investiture républicaine pour l'élection présidentielle. Après la défaite de Rubio aux primaires républicaines, celui-ci est pressenti pour se représenter au Sénat. Face à ce possible retour, Jolly annonce le 17 juin qu'il renonce au Sénat et qu'il est candidat à sa réélection dans le 13e district. Cependant, le redécoupage des circonscriptions ordonné par la Cour suprême de Floride rend son district favorable aux démocrates,,. Il remporte la primaire républicaine avec 75 % des voix. Alors qu'il doit affronter le démocrate (et ancien républicain) Charlie Crist en novembre, il ne reçoit que peu de soutien du Parti républicain. Il est battu par Crist le 8 novembre, rassemblant 48 % des voix contre 52 % pour le démocrate.

### Vie privée
David Jolly est marié pendant 15 ans à Carrie Jolly. Ils divorcent en 2014. Le 2 juillet 2015, Jolly épouse en secondes noces Laura Donahoe, avec qui il travaillait au sein du cabinet de lobbying Van Scoyoc Associates.

## Positions politiques
Lors de sa campagne à la Chambre des représentants, Jolly se présente comme un candidat conservateur, opposé à l'Obamacare et avec des positions tranchées sur l'immigration. Il est également opposé à l'avortement.
En juillet 2014, il s'exprime en faveur de la légalisation du mariage entre personnes de même sexe, même si en raison de sa foi il croit personnellement au mariage « traditionnel ». En avril 2016, un membre de son équipe de campagne supprime sur son article Wikipédia anglophone les mentions de son soutien au mariage homosexuel, de sa carrière de lobbyiste, de sa relation avec l'Église de Scientologie et de ses contributions faites à des candidats démocrates.
Après la tuerie d'Orlando, il propose une loi pour interdire la vente d'armes aux personnes inscrites sur la National Terror Screening Database, tout en prévoyant une procédure pour contester cette interdiction devant le juge.
Il dépose une proposition de loi, le STOP Act, interdisant aux parlementaires de lever des fonds pour leur campagne de réélection. Cette proposition est mal vue au sein des instances dirigeantes républicaines. Il est également critiqué pour avoir tenu un dîner de levée de fonds une semaine après avoir présenté sa loi à la télévision. Pour sa défense, Jolly avance que c'est son équipe de campagne et non lui ou son équipe au Congrès qui a organisé le dîner et contacté les invités.